# Râul Bătrânu
Râul Bătrânu este un curs de apă, afluent al râului Homocioaia. 

## Hărți
- Harta Județului Buzău